# اندیس مزرعه میرها ۱
مزرعه میرها ۱ یک اندیس فلزی است که در حوالی شهر اردکان استان یزد قرار دارد و مادهٔ معدنی موجود در آن، مس است.